# Чарльтон, Джек
Джон (Джек) Ча́рльтон (англ. John "Jack" Charlton; 8 мая 1935, Ашингтон, Англия — 10 июля 2020) — английский футболист и тренер, защитник «Лидс Юнайтед» и сборной Англии, в составе которой стал чемпионом мира 1966 года. В качестве тренера известен по своей многолетней работе со сборной Ирландии, а также в английских клубах «Мидлсбро» и «Шеффилд Уэнсдей». Офицер ордена Британской империи (OBE).

## Биография
Джон Чарльтон родился в футбольной семье — четверо его дядей Милборнов были профессиональными футболистами, так же как и Джекки Милберн, кузен матери. Кроме того, у Джека был младший брат Бобби Чарльтон, легенда клуба «Манчестер Юнайтед». Впрочем, сам Джек стал легендой другого английского клуба, принципиального конкурента МЮ — «Лидс Юнайтед». В этой команде он выступал на протяжении всей карьеры игрока.
Несмотря на то, что Бобби был более звёздным игроком, оба брата Чарльтона вошли в историю английского футбола в качестве чемпионов мира 1966 года. Оба играли ключевые роли на своих позициях в составе той команды.
После завершения карьеры игрока Джек Чарльтон стал тренером, руководя командами «Мидлсбро», «Шеффилд Уэнсдей» и «Ньюкасл Юнайтед». Руководил он также и сборной Ирландии, выведя её на чемпионат Европы 1988, а также на чемпионаты мира 1990 и 1994 годов. На последнем мировом первенстве он скандально отметился в матче против Мексики: арбитр не позволил ему провести по правилам замену игрока, в ответ на что Чарльтон произнёс тираду, полную нецензурных слов и выражений, за что был дисквалифицирован на один матч.

## Достижения

### Командные достижения
«Лидс Юнайтед»
- Чемпион Англии: 1968/69
- Победитель Второго дивизиона: 1963/64
- Обладатель Кубка Англии: 1971/72
- Обладатель Кубка Футбольной лиги: 1967/68
- Обладатель Суперкубка Англии: 1969
- Обладатель Кубка ярмарок: 1967/68, 1971

Сборная Англии
- Чемпион мира: 1966
- Бронзовый призёр чемпионата Европы: 1968
- Победитель Домашнего чемпионата Великобритании (4): 1964/65, 1965/66, 1967/68, 1968/69

### Личные достижения
- Футболист года по версии АФЖ: 1967
- Член Зала славы английского футбола: 2005